# Метаморфозы (Апулей)
«Метаморфо́зы» (лат. Metamorphoseon), или «Золото́й осёл» (Asinus aureus) — роман в 11 книгах, написанный древнеримским писателем II века Апулеем. Один из наиболее популярных античных романов на латинском языке, неоднократно переводившийся и издававшийся на других языках.

## Рукописи и издания
«Метаморфозы» дошли до нас почти в сорока списках и практически без потерь, кроме испорченных фрагментов внутри нескольких фраз. Самым древним и самым лучшим списком считается Laurentianus, 68, 2—F, созданный в XI веке, который сейчас находится во Флоренции в библиотеке Лауренциана. Он включает, в порядке перечисления, «Апологию», «Метаморфозы» и «Флориды» Апулея, а также несколько глав из «Анналов» и «Истории» Тацита.
Классическим переводом на английский, переиздающимся и сейчас, считается опубликованный в 1566 году Уильямом Адлингтоном. На немецком подобную репутацию имеет перевод Августа фон Роде 1783 года, а на французском — перевод Виктора Бетоло 1861 года. До нашего времени не утратили своей ценности комментарии Филиппа Бероальдо к венецианскому изданию 1501 года на латинском языке.
На русском языке «Метаморфозы» в первый раз были опубликованы двумя частями в 1780—1781 годах в переводе Е. И. Кострова.
Другой перевод был выполнен Н. М. Соколовым в 1895 году.
Академическое издание в переводе М. А. Кузмина с комментариями и предшествующей библиографией вышло в СССР в 1956 году в серии «Литературные памятники» (см. раздел Литература).

## Источники романа

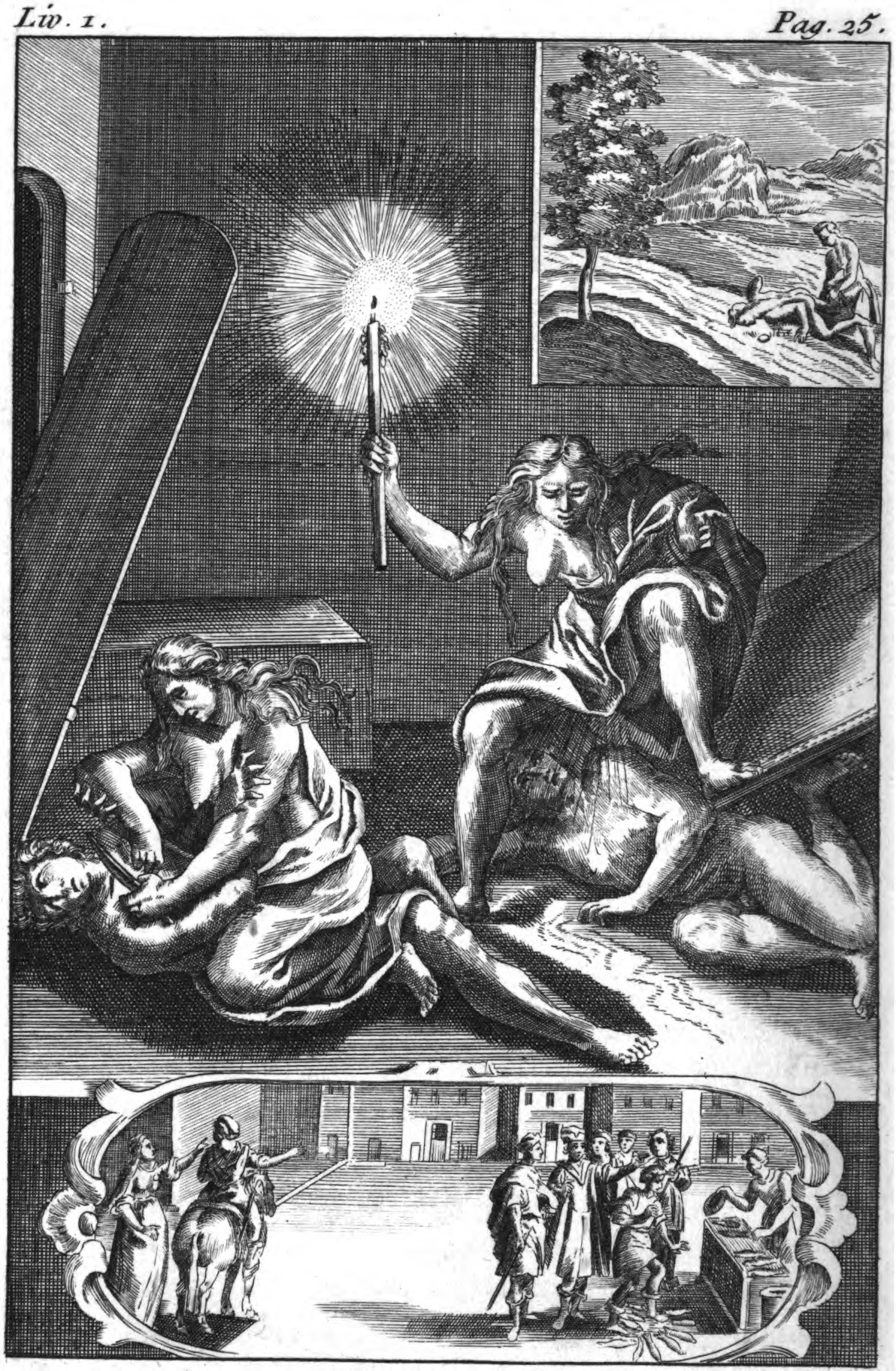
Гравюра из французского издания 1787 года

## Стиль и композиция

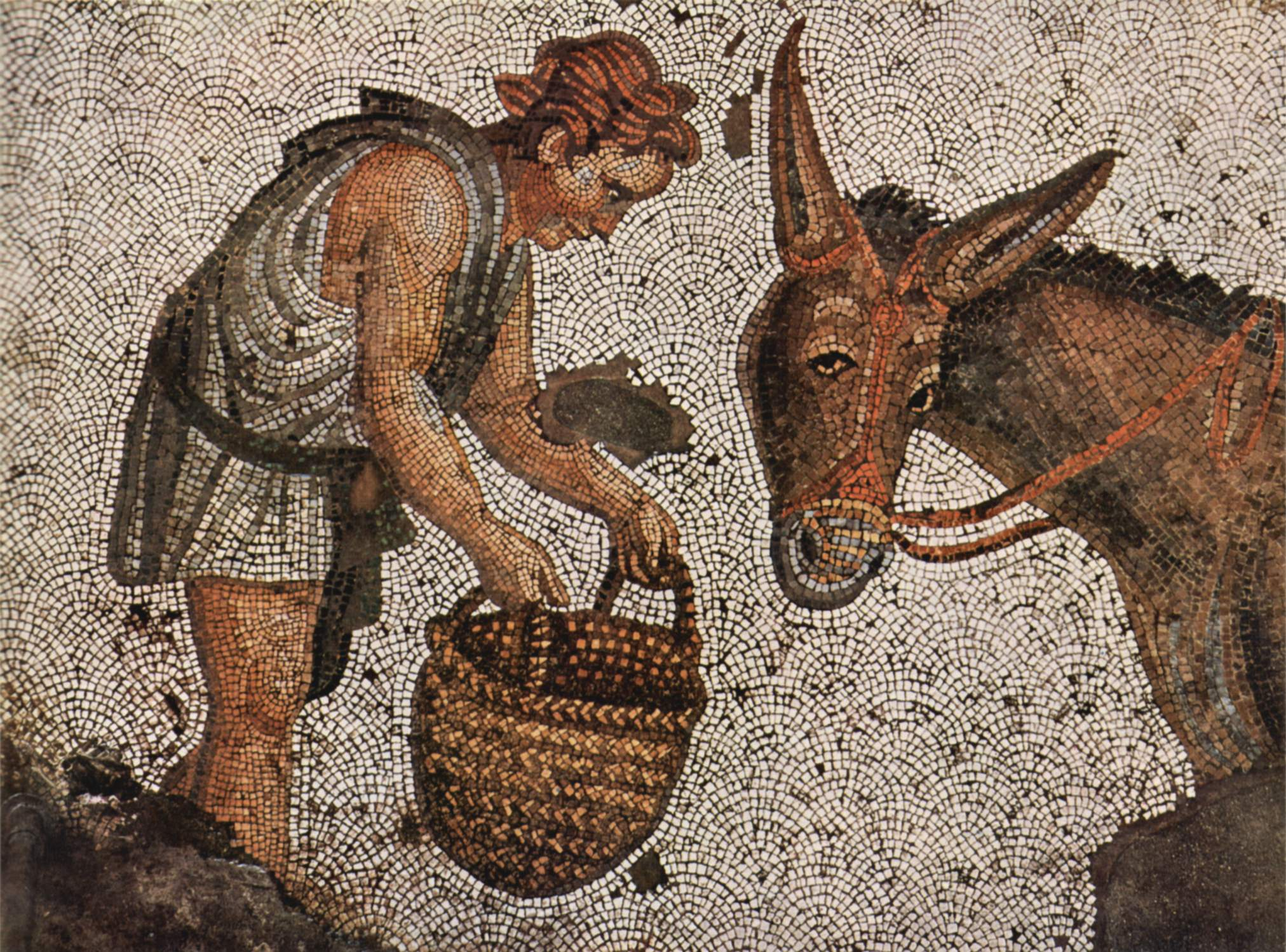
Юноша и осёл. Византийская мозаика V века.

## Литературное влияние

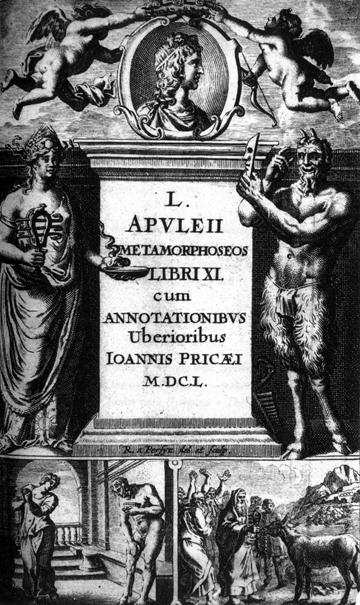
Фронтиспис нидерландского издания на латинском языке (Гауда, 1650)